# Alfred Dubois (voile)
Pour les articles homonymes, voir Dubois et Alfred Dubois.
Alfred Dubois est un skipper français né le 12 mai 1846 à Saint-Sauflieu et mort le 13 mars 1930 à Brunoy. 

## Carrière
Alfred Dubois est un négociant parisien, fils d'Anselme Dubois qui a rejoint l'Union des Yachts français en 1897 avant de décéder l'année suivante. Il participe aux Jeux olympiques d'été de 1900 qui se déroulent à Paris.
À bord de Gitana, il dispute les deux courses de classe 3 – 10 tonneaux. Il remporte la médaille d'argent à l'issue de la seconde course et termine troisième de la première course, qui n'est pas reconnue par le Comité international olympique (CIO).